# Bergljot Larsson
Bergljot Larsson, född 9 juli 1883 i Kristiania, död 29 december 1968, var en norsk sjuksköterska.
Larsson var dotter till teckningsläraren Ludvig Gustav Larsson och Hilma Kristiane Hansen. Hon utbildade sig till sjuksköterska 1905 och arbetade 1905–1909 vid det kommunala sjukhuset i Oslo. Därefter följde studieresor i Europa och Amerika, bland annat till Edinburgh där hon 1909–1911 genomgick en vidareutbildning inom epidemiska sjukdomar.
Larsson grundade det norska sjuksköterskeförbundet 1912 och tjänstgjorde som dess ordförande fram till 1935. Hon var redaktör för tidskriften Sykepleien åren 1912–1947 och ledde från 1925 till 1947 förbundets skola som erbjöd utbildning i omvårdnad och socialt hälsoarbete. Därtill var hon ordförande i norska sjukhusföreningen 1937–1946 samt vice ordförande i Sjuksköterskornas Samarbete i Norden 1920–1945 och i Florence Nightingale Foundation 1934–1946.
Larsson deltog i stiftandet av Norske Kvinners Nasjonalråd 1907. Hon var medlem i talrika kommittéer och utskott samt hedersledamot i flera sjuksköterskeföreningar.